# حمله تیر ۱۳۹۷ پاسگاه مرزی مریوان
حمله به پاسگاه مرزی مریوان حمله ای مسلحانه در ۳۰ تیر ۱۳۹۷ بود که توسط یگان‌های شرق کردستان شاخۀ مسلح حزب حیات آزاد کردستان علیه یک پاسگاه مرزی متعلق به نیروی زمینی سپاه پاسداران در نزدیکی روستای دری از توابع شهر مریوان کردستان صورت گرفت. در این حمله که منجر به انفجار انبار مهمات پاسگاه شد، ۱۱ تن از نیروهای پاسدار و بسیجی سپاه کشته و ۸ تن دیگر نیز مجروح شدند.

## حمله

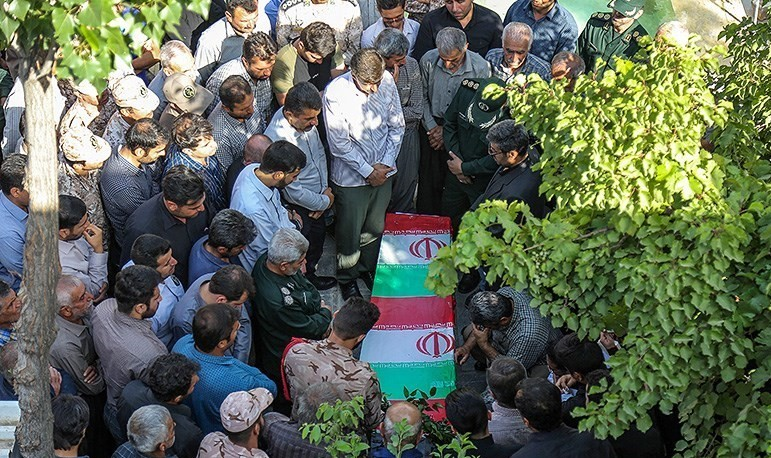
The funeral ceremony of the IRGC soldier killed in the 2018 attack on Marivan border crossing

در ساعت ۲:۳۰ بامداد روز ۳۰ تیر ۱۳۹۷ با حمله تعدادی از افراد مسلح یگان‌های شرق کردستان شاخۀ مسلح حزب حیات آزاد کردستان به پاسگاه مرزی قرارگاه حمزه سیدالشهدای نیروی زمینی سپاه پاسداران در نزدیکی روستای دری مریوان کردستان، درگیری مسلحانه ای میان افراد این گروه و نیروهای پاسدار و بسیجی سپاه ایران رخ داد. به گفته شفیعی فرماندار مریوان پایگاه مرزی روستای دری در منطقه ای صعب العبور واقع شده و حمله به آن منجر به انفجار انبار مهمات آن شد که در اثر آن ۱۱ تن از جمله ۱۰ پاسدار پایور و بسیجی و یک پاسدار وظیفه کشته شدند. به گفته او هفت تن از کشتگان نظامی ایران اهل مریوان، یک نفر اهل سنندج و سه نفر اهل قروه بودند و بیشتر آنان در اثر برخورد ترکش مواد منفجره انبار مهمات کشته شده‌اند.
به گفته رجبی، فرمانده سپاه بیت‌المقدس کرستان در ادامه درگیری میان دو گروه، شماری از نیروهای مهاجم کشته و تعدادی نیز زخمی شده‌اند.

## عاملان
آژانس خبری فرات ضمن اعلام خبر حمله به مرزبانان ایرانی در منطقه کردستان گفته‌است که یگان‌های شرق کردستان (ی.ر.ک) شاخهٔ نظامی حزب حیات آزاد کردستان (پژاک) طی انتشار بیانیه ای، مسئولیت این حمله را برعهده گرفته‌است.